# Аналітичний центр

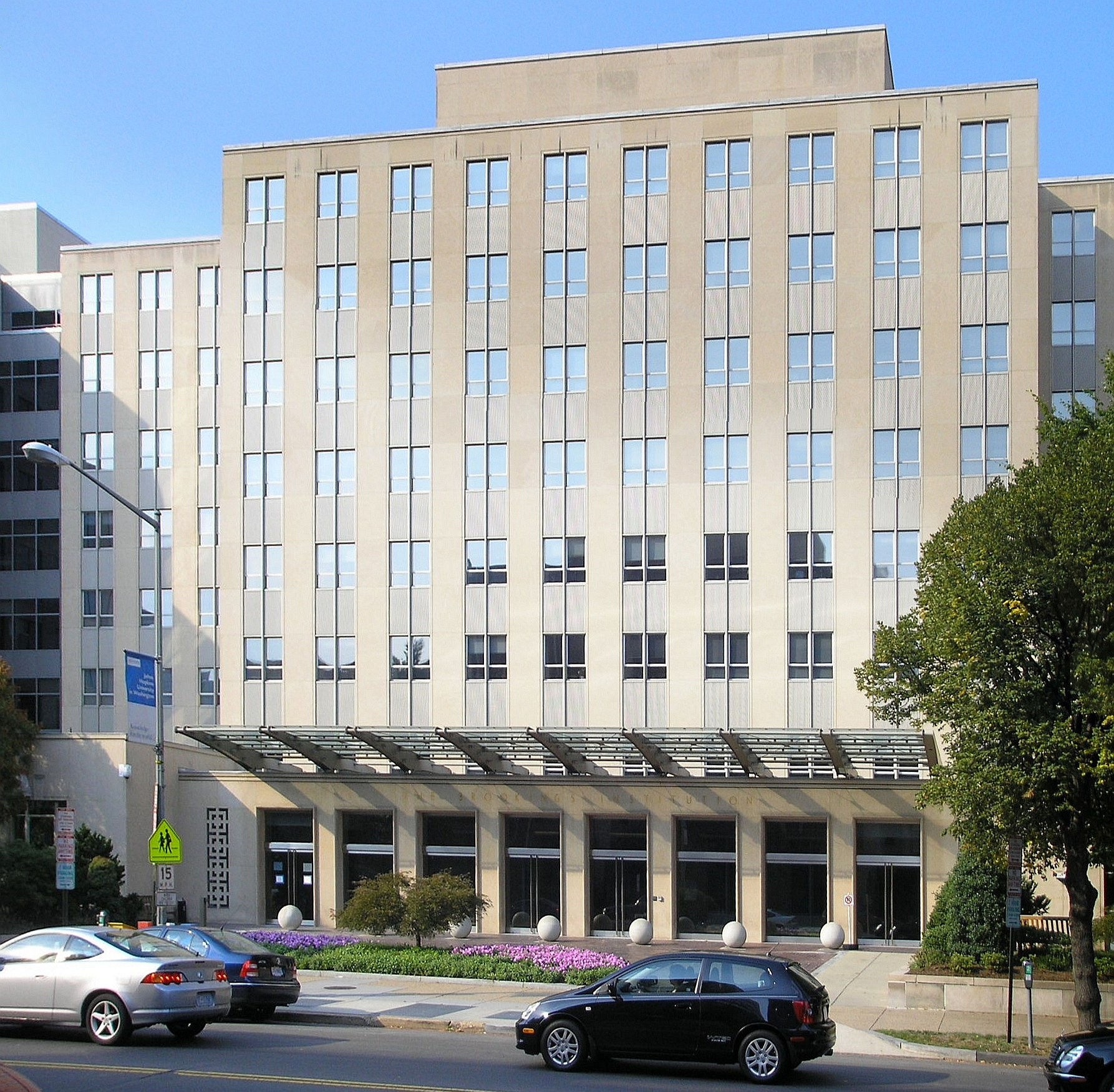
Інститут Брукінгса

Аналітичні центри або дослідницькі центри, також «мозкові центри», «фабрики думок», осередки дослідження державних політик, дослідницькі осередки (англ. think tank, brain trust, policy research institute, research center) — дослідницькі установи, які здійснюють дослідження, адвокацію та консалтинг у різних галузях державної політики. Більшість із них є незалежними від держави і неприбутковими організаціями, проте серед них є і такі, що отримують державне фінансування. Провідні дослідницькі осередки можуть чинити великий вплив на вироблення урядами рішень і на стан світу у різних сферах.
Прикладами авторитетних аналітичних центрів є інститут Брукінгса, корпорація RAND, центр Вудро Вілсона, The Heritage Foundation, Chatham House, в Польщі — CASE, в Україні — Національний інститут стратегічних досліджень, центр Разумкова, VoxUkraine.

## Історія
Вперше словосполучення «brain trust» вжив американський журналіст Аллен Вайт 21 березня 1903 року у статті в журналі Saturday Evening Post. Крилатим вислів став після того, як інший американський журналіст Джеймс М. Кіран в газеті Нью-Йорк Таймс опублікував статтю, назвавши «мозковим трестом» групи професорів-радників, які сприяли перемозі Франкліна Рузвельта на президентських виборах 1932 року. Після цього «мозковим трестом» стали іменувати ту саму групу радників і взагалі будь-яку спільноту експертів, що спільно розробляють нові проєкти, які в свою чергу пропонують нові ідеї для пошуку способів вирішення поставлених завдань.

## За країнами

### США
В США працює близько 1200 аналітичних центрів, мозкові центри самого уряду США нараховують близько 5000 працівників і мають фінансування близько 1,5 млрд дол. щорічно. При університетах працює майже 600 Think Tanks. Ще 600 є незалежними громадськими організаціями. Більшість найвпливовіших Think Tanks працюють у Вашингтоні. Серед засновників та опікунів аналітичних центрів були та є відомі політики: Інституту за підтримку демократії допомагав Збігнев Бжезінський та Мадлен Олбрайт.
RAND Corporation — американський стратегічний дослідницький центр заснований 14 травня 1948 року в Санта-Моніці (Каліфорнія). Абревіатура RAND corporation походить від скорочення «Research and Development» («Дослідження і Розробка»), що є також близьким до терміну в українській мові — НДДКР (науково-дослідні та дослідно-конструкторські розробки) — вважається першою у світі «фабрикою думок». Цілями організації проголошено: сприяння науковій, освітній і добродійній діяльності на користь суспільного благополуччя і національної безпеки США. Багато дослідників вважають головним переможцем у холодній війні RAND Corporation, а не політиків і спецслужби.
Одним з найвпливовіших аналітичних центрів США є The Heritage Foundation (Фонд «Спадщина»). Це стратегічний дослідницький інститут, що займається широким спектром питань громадської політики. Зокрема фонд розробив моделі пенсійної системи, модель американської економіки, модель родини. Ідея інституту — побудувати статистичну модель суспільства і забезпечити доступ до неї широкої громадськості. Фонд видає ряд аналітичних досліджень, з найвідоміших — щорічний «Index of Economic Freedom», «Мандат на лідерство» (рекомендаційні матеріали для кандидатів у президенти США). Фундація має близько 200 працівників, 35-40 дослідників, з яких 15-20 PhD. Бюджет організації — близько 30 млн дол. річно. Організація має унікальну систему фінансування, яка включає до 200 тис. спонсорів, гроші від яких (суми 20-40 дол.) залучаються шляхом прямого листування. Близько 3000 осіб жертвують на потреби фонду по 1000 дол., а члени «Президенського клубу» — понад 1000 дол. Благодійникам надається перевага у висвітленні питань, які їх цікавлять.
Центр міжнародних приватних підприємств (Center for International Private Enterprise) провадить та розповсюджує дослідження з реформування ринку та розвитку демократії. Бере участь у фінансування більш ніж 90 новостворених проектів розвитку ринку. Пріоритетними галузями досліджень в країнах пострадянського простору можуть бути «молодь і бізнес», «старопромислові регіони», «корупція і шляхи її подолання» тощо.
Інститут Брукінгса: Національний інститут передових досліджень. Поєднує академічні та громадські стратегії. Веде дослідження в галузі економіки, політики, законодавчої сфери та «третього сектора». Видає журнал накладом 12000 примірників. Відстежує ситуацію і розвиток дослідницьких осередків у світі .
Інститут міжнародної економіки (Institute for International Economics) — приватний некомерційний незалежний дослідний інститут, створений для вивчення міжнародної економічної політики. Займається економічним аналізом, проблемою глобалізації, перспективним прогнозуванням. Відома робота інституту «Запобігання апокаліпсису (дві Кореї)» Річний бюджет інституту — 6 млн дол.
САТО-Institute — одна з провідних дослідних неполітичних організацій у Вашингтоні. Досліджує проблеми економіки, видає книги, журнали, проводить конференції. Приклад доробку — книга «Глобальний капіталізм». Стоїть на жорстких позиціях по відношенню до МВФ, USAID та ін. організацій, які опікуються трансформаційними процесами в країнах пострадянського простору. Позиція САТО — менше опікати «нові демократії» на теренах колишнього СРСР. Партнери САТО в Україні — The Ukrainian Center for Independent Political Research (1991).
Інститут міста (The Urban Institute) — засновано у 1968 р. Некомерційна організація, яка зосереджує увагу на проблемах суспільства, зокрема, проблемі житловлаштування, демографії, експертному обслуговуванні. В інституті працює 400 працівників. Річний бюджет організації — 70 млн дол.
Дуже цікавим явищем Think tanks-простору в США є наявність окремих НДО, які не будучи «чистими мозковими центрами» виконують допоміжні консультативні та комунікативні функції, зокрема для грантодавців і між грантодавцями, а також вивчають НДО-простір і розробляють питання створення грантів. Очевидно, що наявність цих організацій говорить про розвиненість громадянського суспільства як такого. До згаданих організацій належать Центр фундацій і Рада фундацій.
Центр фундацій (The Foudation Center) має місію збору, організації, аналізу та розповсюдження інформації про фундації, корпоративне надання грантів. Розробляє питання створення грантів та розробки пропозицій .
Рада фундацій (Council of Foudations) — об'єднує близько 2000 організацій-грантодавців у всьому світі. Головна діяльність пов'язана з різноманітною інформацією для давачів грантів. Приклад діяльності — проект «Крила» (всесвітня ініціатива для підтримки творців грантів). РФ — не є аналітичним центром, але члени РФ фінансово підтримують АЦ. Аналогом Ради фундацій в Європі є Європейський центр фундацій.
Ще одним цікавим явищем є наявність цільових Think tanks, які розповсюджують у США, зокрема цільовим чином — в урядових структурах, в Конгресі, серед мас-медіа тощо аналітичну інформацію про Україну. Це, зокрема, Національна інформаційна служба України та фундація Україна-США.
Українська національна інформаційна служба (Ukrainian National information service — UNIS) — недержавна некомерційна організація, заснована в США, метою якої є збір інформації, проведення досліджень та розповсюдження інформації про Україну в США. Приклад діяльності — організація і проведення у 2000 р. конференції «Прагнення України до зрілої державності» (80 доповідей).
Фундація Україна-США (US-Ukraine Foundation) — недержавна некомерційна організація, заснована в 1991 році з метою сприяння розвитку демократії, стимулювання реформуванню вільного ринку та зміцненню прав людини в Україні. Має 12 штатних працівників у Вашингтоні і 30 — в Києві. Фундація виходить з розуміння України як ключової ланки стабільності в регіоні Східної Європи. Програми US-Ukraine Foundation: заснування і підтримка Інституту ім. П. Орлика (Київ), розвиток в Україні НДО (програма партнерства громад). Планує підтримку кредитних спілок в Україні.
Think tanks Сполучених Штатів Америки слід вважати орієнтиром для інших демократій. Не скидаючи з шальок терезів вагу національних особливостей, які присутні в будь-якому суспільстві, зауважимо, що структура, алгоритми фандрейзингу, політична, економічна, антикорупційна, правозахисна роль, лобістська, аналітична, дослідницька, інформаційна та ін. функції Think tanks США, їх місце і роль, яку вони виконують у суспільстві, є орієнтиром[джерело?] і для українських, порівняно молодих «мозкових центрів», які тільки розпочинають свій шлях.

### Чехія
В Чехії діють такі великі аналітичні центри: Громадянський інститут, клуб «Медіато», Фонд «Патріє», Центр підтримки демократії та вільного підприємництва — зосереджуються на питаннях демократизації суспільства та економічного розвитку; Інститут економіки АН Чеської Республіки, Ліберальний інститут, Центр економічних досліджень і післявузівської освіти при Карловому університеті, Центр ліберальних досліджень, Чеський інститут прикладної економіки — на питаннях економічного розвитку, Інститут природоохоронної політики та Центр природоохоронних досліджень — розробляють екологічні проблеми, а Інститут міжнародних відносин (Чехія) — проблеми безпеки. Всі Think tanks знаходяться в Празі, і тільки Центр природоохоронних досліджень — в Дечині.

### Польща
В цій країні працює близько 10 відомих у світі недержавних «мозкових центрів». Це — Інститут досліджень основ демократії, Інститут польської політики, Інститут приватного підприємництва і демократії, Міжнародний центр розвитку демократії, Фонд підтримки місцевої демократії, Гданський інститут ринкової економіки, Дослідницький центр ім. Адама Сміта, Фонд CASE — Центр соціальних та економічних досліджень, Інститут сталого розвитку та ін. Всі ці організації окрім Гданського інституту розташовані у Варшаві.
Європейський форум (Forum Europejskie) — незалежний студентський аналітичний центр при Європейському Центрі Варшавського Університету. Займається дослідженням міжнародної та внутрішньої політики Європейського Союзу, її впливу на ситуацію в країнах-членах та зв'язку з партнерськими державами (США, країни Східного Партнерства і тд.). Джерела фінансування: внутрішній та міжнародні
Інститут досліджень основ демократії засновано в 1995 р. Сфера досліджень: політичні партії в нових демократичних державах, ставлення до демократії та ринкової економіки, родинні цінності та структура сім'ї. Інститут є приватною некомерційною організацією, яка ставить собі за мету вивчення філософських, історичних, соціальних, політичних і культурних передумов виникнення і функціонування демократичних систем у сучасному суспільстві. Джерела фінансування — внутрішні (польські) і міжнародні. Річний бюджет — бл.4-6 тис. дол. Інститут має 13 працівників, в тому числі 4 — постійних
Інститут польської політики — незалежна некомерційна установа, заснована у 1992 р, метою якої є публікації про розбудову демократії, зокрема з тематики сучасної історії та національних конфліктів в Україні, Білорусі, Росії, Румунії, Естонії, а також з питань економіки та соціального захисту в Польщі, самоврядування в Польщі та Німеччині. Джерела фінансування — гранти від фондів. Постійних співробітників Інститут не має, асоційованих — 3 чол.
Інститут приватного підприємництва і демократії (1993) — незалежна фундація, яка досліджує розвиток приватного сектора в Польщі. Інститут ініціює внесення поправок до існуючого законодавства, розробляє стандарти економічних відносин, бере участь в громадських обговореннях. Джерела фінансування — внутрішні та зовнішні. Річний бюджет — 130 тис. дол. Інститут організує національні та міжнародні брифінги, конференції длта семінари для політиків і журналістів
Міжнародний центр розвитку демократії (МЦРД) заснований у 1992 р спільно Ягеллонським університетом та Економічною академією і працює в напрямках: європейські та східні дослідження, дослідження питань безпеки, громадянське суспільство. До складу Центру входить Інститут стратегічних досліджень. До Ради Директорів входить, зокрема, Лешек Бальцерович. Дослідження стосуються ЄС, НАТО, питань громадянського суспільства, ринкової економіки, конституції. При МЦРД створена Депозитна бібліотека Ради Європи — відділ Європейської бібліотеки. Фінансування — внутрішнє (польське) та міжнародне (приблизно порівну). Річний бюджет — 225 тис. дол. Центр має 55 співробітників, у тому числі 10 — постійних.
Фонд підтримки місцевої демократії працює з 1989 р. Основні напрямки діяльності — розвиток громадського самоврядування, підтримка місцевих органів влади та місцевих адміністрацій, місцеве самоврядування. Фонд підтримує розвиток демократії в країнах Східної Європи, зокрема в Україні, Білорусі, Литві, Румунії та країнах СНД. Фінансування — внутрішнє (польське) та міжнародне (приблизно порівну). У Фонді працює бл. 30 чол, з яких 23 — постійні професійні працівники.
Гданський інститут ринкової економіки, який засновано у 1989 р — одна з провідних польських дослідницьких фундацій в галузі економіки. Сприяє трансформації польської економіки в систему вільного ринку. Фінансування на 2/3 — внутрішнє. Річний бюджет — бл. 1,5 млн дол. Інститут має понад 120 співробітників, переважна більшість яких — сумісники. Інститут має філії у Варшаві та Любліні, співпрацює з досліджницькими установами Європи та Амеерики. Засновник Гданської банківської академії.
Фонд CASE — Центр соціальних та економічних досліджень працює з 1991 р. Основні напрямки діяльності: державний бюджет та фінанси, процес приватизації, банківська справа, економічні перетворення в посткомуністичних країнах. Річний бюджет Фонду — бл. 1 млн дол. Фонд активно друкує наукові розвідки з питань трансформації економіки. Має близько 90 співробітників, головним чином сумісників.

## Аналітичні центри України
Понад два десятки Think Tanks утворено при ЗВО України, зокрема, Дніпровському, Київському, Львівському, Таврійському, Тернопільському та Чернівецькому національних університетах, НАДУ при Президентові України, Харківській національній юридичній академії та ін. Крім того, в Україні діють аналітичні центри окремих олігархів, бізнесових структур, політичних партій.
Серед аналітичних структур України є:
- Академію економічних наук України
- Всеукраїнську експертну мережу
- Інститут демократії ім. Пилипа Орлика утворений в 1993 р. Основні напрямки діяльності охоплюють широкий спектр проблем: дослідження державного самоуправління та місцевого самоврядування, громадянського суспільства, національної безпеки, прав людини та національних меншин, охорони довкілля. Джерела фінансування — в основному міжнародне. Має близько 20 постійних професійних працівників та 30 асоційованих
- Інститут євроатлантичного співробітництва
- Інститут суспільно-економічних досліджень
- Інститут трансформації суспільства
- Культурологічний часопис «Ї»
- Київський міжнародний інститут соціології
- Міжнародний інститут свободи (ILI)
- Міжнародний центр перспективних досліджень (МЦПД) — заснований в 1993 р. Мета діяльності центру — сприяння розвитку демократичного суспільства та ринкової економіки в Україні, процесам європейської інтеграції України. Здійснює аналітичні дослідження економіки України, прогнози розвитку та оцінку можливих ризиків. На основі опитування 300 промислових підприємств України проводить щоквартальний моніторинг української економіки на мікрорівні. Фінансування в основному міжнародне. Річний бюджет — 1,2 млн дол. В центрі на постійній основі працює 45 професійних працівників
- Наукове товариство ім. Шевченка
- Політологічний центр "Генеза" у Львові
- Український інститут публічної політики
- Український культурологічний центр (УКЦентр) та аналітично-інформаційний журнал «Схід» (Донецьк)
- Центр глобалістики «Стратегія ХХІ»
- Аналітичний центр CEDOS
- Центр досліджень армії, конверсії та роззброєння (ЦДАКР) — об'єднання фахівців в області професійного аналізу процесів роззброєння і озброєння (переозброєння) армій держав регіону, реформування силових структур, діяльності окремих підприємств і активності України на міжнародному ринку озброєнь. Крім того, ЦДАКР періодично звертається до тематики військово-цивільних відносин і цивільного контролю над силовими структурами, а також розвитку в Україні технологій оборонного та подвійного застосування. Експерти ЦДАКР активно працюють у сфері дослідження участі України в міжнародних режимах контролю за озброєннями і критичними технологіями. У 2001 році ЦДАКР став засновником інформаційно-консалтингової компанії Defense Express, у партнерстві з якою проводить дослідження.
- Центр політико-правових реформ (ЦППР) — утворений у 1996 році для сприяння проведення реформ у політичній та правовій сферах з метою утвердження в Україні верховенства права та належного урядування. ЦППР здійснює дослідження щодо інституційної організації держави у таких напрямках: конституційний лад, публічна адміністрація, судівництво, кримінальна юстиція, доступ до публічної інформації та електронне урядування. ЦППР об'єднує провідних експертів з питань публічного права. Головний офіс ЦППР знаходиться у Києві, є відділення у Львові.
- Центр політичних студій та аналітики «Ейдос»
- Український центр економічних і політичних досліджень ім. Разумкова — неприбуткова громадська організація. Здійснює дослідження в сферах: внутрішня політика; соціально-економічний розвиток України; енергетика; державне управління; міжнародна економіка; зовнішня політика; національна безпека і оборона; військове будівництво; міжнародна і регіональна безпека; миротворча діяльність.
- Фонд «Демократичні ініціативи імені Ілька Кучеріва» аналітична організація, заснована 1992 року, метою діяльності якої є розбудова української держави, а саме її інтеграція в європейські та євроатлантичні структури.
- Фундація DEJURE — український аналітично-адвокаційний центр, створений у 2016 році з метою розвитку верховенства права та впровадження в Україні реформ у сфері правосуддя.

## Рекомендована література
1. Винников О., Ткачук А. Громадські організації в Україні: новий поступ з новим законодавством//Голос громадянина. No 4, 1997, с. 4-8.
2. Білецький В. С. Аналітичні центри в сучасному світі // Науково-технічна інформація (журнал), № 2, 2002. — с. 60-63.
3. А. Ф. Гуцал, А. Г. Дерев'янко. Інформаційно-аналітичні центри // Українська дипломатична енциклопедія: У 2-х т. /Редкол.:Л. В. Губерський (голова) та ін. — К: Знання України, 2004 — Т.1 — 760с. ISBN 966-316-039-X
4. Райт Дж. Досвід роботи неприбуткових організацій США у сфері освіти та науки// Голос громадянина. No 4, 1997, с.8-10.
5. Малєєв В. Третій сектор у світі — кінець ХХ ст.// Голос громадянина. No 4, 1997, с.10-14.
6. Павлюченко О. Рада Європи та НДО// Голос громадянина. No 4, 1997, с.14-16.
7. Tacis с нашим участием/ Информационный бюллетень «Сиб-ново-центра» и «Немецко-русского обмена», No 3, сентябрь 1997.
8. Практикум гражданских инициатив / Екатеринбург, 1997.
9. Общественные обьединения Сибирского региона / Информационный справочник, Новосибирск, 1997, 526 с.
10. Справочник белорусских общественных обьединений. Минск: Агентство САДИ, 1997, 158 с.
11. Свєтлова С. Лобізм як процес // Голос громадянина. No 2, 1997, с.55-58.
12. Шкарлат Ю. Г., Голубовський В. В., Тищенко О. І. Про правові проблеми самоорганізації суспільства// Голос громадянина. No 4, 1997, с.11-13.
13. James G., Mc. Gann, Kent R. — Think tanks and civil societies. — New Brunswick (U.S.A.) and London (UK). — 2000. — 617 p.
14. Білецький В. С. Громадські організації та їх роль у житті суспільства //Схід, No 8, — 1997. — с. 16-19.
15. Bridgett G. Wagner, John E. Hilboldt, Eric T. Korsvall. — Policy Experts 2000. (A Guide to Public Policy Experts and Organizations). — Washington, D.C.: Heritage Foundation. — 2000. — 898 p.
16. The AEI Press. Publisher for the American Enterprise Institute// Books for the Trade. Fall/Winter 2000—2001. — 14 p.
17. Publications of Institute for International Economics. — 2000. — 52 p.
18. Elizabeth Boris. Philanthropic Foundations in the United States. Washington D.C.: Council on Foundations. — 2000. — 61 p.
19. The Foundation 1000 (Catalog of Fundraising & Nonprofit Development Resources 2000/2001). — Washington D.C.: The Foundation Center. — 2000.
20. The Foundation Center// Washington D.C. — 2000. — 38 p.
21. Economic Reform Today// Center for International Private Enterprise. — Washington D.C. — 2000. — 44 p.
22. Зовнішня та безпекова політика України: 2000/2001. Річна аналітична доповідь Центру миру, конверсії та зовнішньої політики України. — К., 2001. — С.15.
23. Прес-конференція прем'єр міністра Швеції Й.Перссона // Інтерфакс-Україна. — 20 червня 2001 р.
24. Неурядові дослідницькі організації Центральної та Східної Європи. — К., 1998. — С.IX.
25. Білецький В. «Мозкові центри» в США // Схід. — No 6, 2000.
26. Актуальні проблеми інформаційної безпеки України. Аналітична доповідь Українського центру економічних і політичних досліджень ім. О.Разумкова // Національна безпека і оборона. — 2001. — No1. — С.25.
27. Постанова Кабінету міністрів України від 10 квітня 2001 р. No.345 "Про затвердження плану дій щодо реалізації пріоритетних положень програми інтеграції України до Європейського Союзу в 2001 році. — Розділ 4.5.
28. Україна на шляху європейської інтеграції: соціологічне опитування УЦЕПД // Національна безпека і оборона. — 2000. — No9. — С.2-14.
29. Степаненко М. Амбіції «мізковиків» і потреби суспільства // Президентський вісник. — 26 травня 2001 р. — с.6.
30. Указ Президента України «Про Громадську раду експертів із внутрішньополітичних питань» від 4 листопада 2000 року No1203/2000.
31. Матеріали Всеукраїнської конференції "Українські мозкові центри та Уряд: ініціатива — діалог — співпраця, https://web.archive.org/web/20070311042755/http://www.intellect.org.ua/materials/300600conf/3/.
32. Резолюція конференції «мозкових центрів» України «Влада та громадськість: співпраця у прийнятті рішень», 14-15 травня 2001 р., м. Київ.
33. Барановський О. Третій сектор і економіка // Український регіональний вісник. — No10. — С.4.
34. Гриценко А. Команда Олександра Разумкова: і влада і країна задихаються без свіжих ідей // Центр Разумкова, 2000. — К.: Заповіт, 2001. — С.12.
35. Костюк С. Неурядові аналітичні центри в контексті реалізації євроінтеграційного курсу України// Схід. — No 5 (42). — 2001. — С. 50-54.
36. Дослідницькі неурядові організації Центральної Європи/Укл. І.Климпуш, О.Сторожук та ін. — К.: "Агентство «Україна», 1998. — 302 с.
37. Білецький В. С. «Третій сектор»: реалії сьогодення та виклики майбутнього // тези Міжнародної наукової конференції «Громадян-ське суспільство і соціальні перетворення в Україні». Львів, 13-15 грудня 2001. — Львів: Видавничий центр ЛНУ ім. Івана Франка. — С.99-102.
38. Донецька область. Статистичний щорічник. — Донецьк, 2003, 376 с.